# Ashes, Organs, Blood and Crypts
Ashes, Organs, Blood and Crypts è un album studio del gruppo death metal Autopsy, pubblicato nel 2023 dalla Peaceville Records.

## Tracce
1. Rabid Funeral
2. Throatsaw
3. No Mortal Left Alive
4. Well of Entrails
5. Ashes, Organs, Blood and Crypts
6. Bones to the Wolves
7. Marrow Fiend
8. Toxic Death Fuk
9. Lobotomizing Gods
10. Death Is the Answer
11. Coagulation

## Formazione
- Chris Reifert - voce principale, batteria
- Danny Coralles - chitarra
- Eric Cutler - chitarra
- Greg Wilkinson - basso